# Высадка туркестанских легионеров под Гурьевом

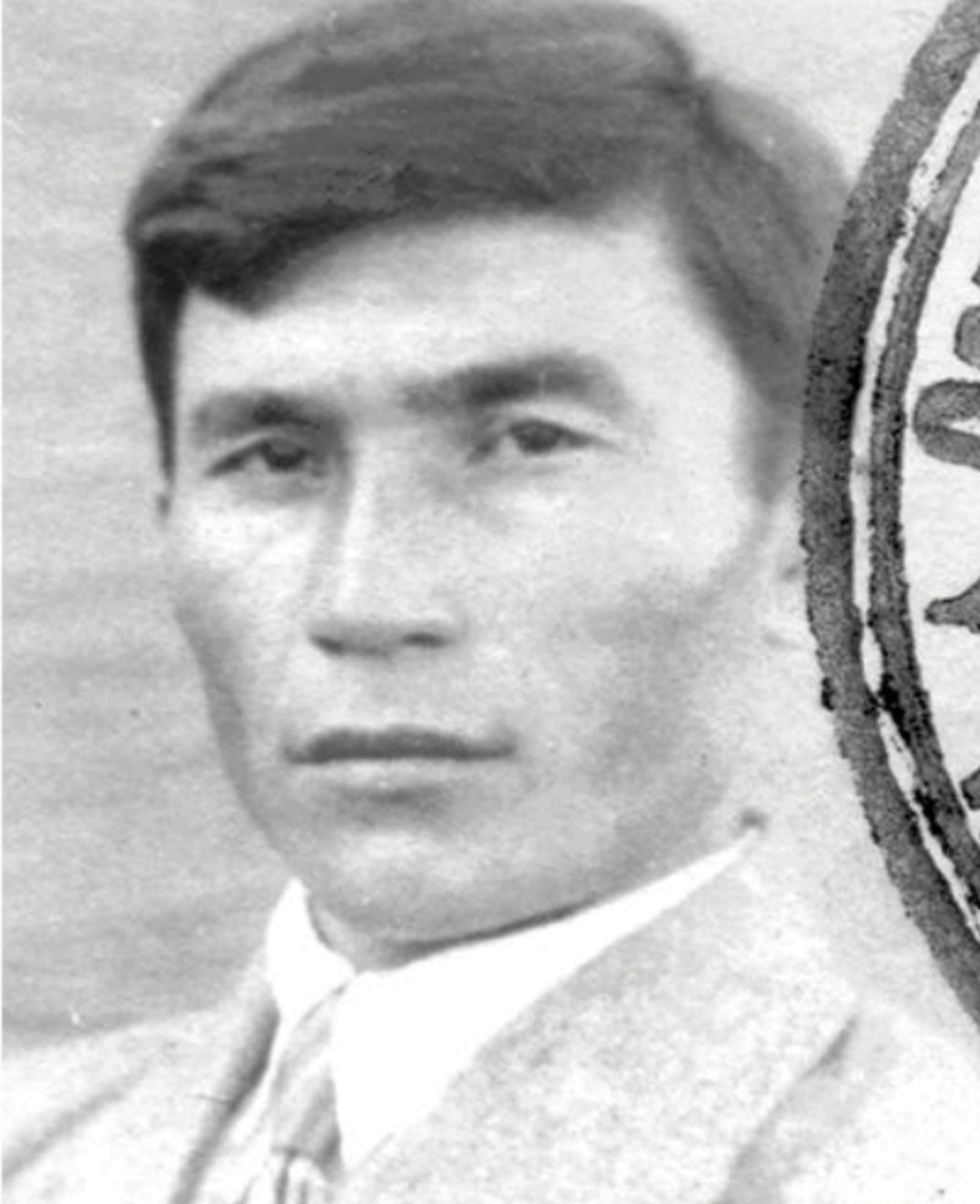
Командир диверсионного отряда «Алаш» Амирхан Тлеумагамбетов

Вы́садка под Гу́рьевом — эпизод Второй мировой войны, в ходе которого казахский отряд «Алаш» в составе вермахта (Туркестанский легион) осуществил высадку под Гурьевом и попытался устроить антисоветское восстание в Казахстане.

## Хронология событий
В 1941 году советский старший лейтенант Амирхан Тлеумагамбетов (под именем Алихана Агаева) в ходе боёв за Москву добровольно перешёл на сторону немцев. Через некоторое время Тлеумагамбетов решил вступить в Туркестанский легион. Там он показал себя хорошим бойцом, а позже и командиром, даже получив обер-лейтенантское звание. К середине 1943 года Тлеумагамбетов, заслуживший полное доверие немецкого руководства, предложил немцам создать из казахов отдельное боевое подразделение «Алаш», вероятно в честь одноимённой казахской национальной партии. Батальон был создан. Отличительным знаком бойцов «Алаша» была нарукавная нашивка с надписью «Алаш». Численность батальона первоначально составляла 40 человек. Формирование не входило в состав Туркестанского легиона, что дало возможность его командиру вносить раскол в организацию Вели Каюм-хана, обвиняя его в попытках травли национальных меньшинств и возвышении узбеков за счёт ущемления прав других.
Днём 3 мая 1944 года в небе над Гурьевской областью Казахской ССР появился неизвестный четырёхмоторный самолёт. Покружив над прикаспийской степью 20—30 минут, он неожиданно исчез. Проверка наземных служб показала, что советских самолётов в воздухе в тот момент не было. 6 мая подразделения ПВО вновь зафиксировали визит Неопознанного летающего объекта. На этот раз самолёт без опознавательных знаков находился в воздушном пространстве области уже около часа. Местное управление НКВД забило тревогу, заявив командованию, что на территорию Казахской ССР высадились диверсанты.
Подозрения подтвердились. Из расположенных вдоль реки Жем колхозов стали поступать сообщения, что низко над землёй пролетал самолёт, непохожий на советский, и повернул в обратном направлении над местностью Акмешит. Туда выдвинулись патрули. Первыми в Жылыойский район были направлены военные формирования под командованием Тотая Декеева и Константина Шармая. За ними последовало ещё несколько групп, перед которыми была поставлена задача взять диверсантов живыми.
На территорию Гурьевской области высадился отряд Амирхана Тлеумагамбетова в составе 14 человек под названием «Алаш». Они шли в направление Гурьева. 10 мая возвращавшийся с работы старик Берденбай Жолжанов, его сын Угыбай (рядом с ними были жители аула Утеули Даденов, его маленький сын Наурызбай, Кадыр Жаулыбаев, Бортебай Казыбаев) встретили в местности Нуржанкора, близ зимовки Казыбек, трёх вооружённых людей, казахов по национальности. Те рассказали, что прибыли сюда из Актюбинска, что их машина застряла в песках. Неизвестные люди подробно расспросили о географии здешних мест, угостили маленького Наурызбая конфетой. Уходя, сказали: «Мы ищем дезертиров. Только не говорите никому, что видели нас». Наурызбай тут же съел конфету, а взрослые с любопытством разглядывали обёртку, но ничего не поняли, поскольку надпись на ней была на чужом языке (немецком). Десантники позже побывали в бригаде полеводов колхоза им. Кирова, купили у местного жителя по имени Ботагар Берденбаев овцу за 3 тысячи советских рублей, а у сельчан — айран, творог, курт. Увидев, как они достают из карманов деньги, редкие по тем временам папиросы «Казбек», сельчане удивились. Местные жители уже стали подозревать откуда пришли «неизвестные военные». Ботагар пригласил их к себе домой, предложил шубат, завёл с ними разговор, спросил, с какой целью они находятся здесь, но те так толком ничего не сказали. 12 мая в Жылыойское районное отделение НКВД пришло письмо от председателя сельского совета аула Уялы-Есена Кудайбергенова. Он сообщал, что член колхоза им. Кирова Байшыган Бектурлиев, бригадир рисоводов Байжан Атагозиев заметил в ауле подозрительных людей в военном обмундировании. Созданная чекистами оперативная группа обыскала всю округу в трёх-четырёх километрах от полевого стана бригады Атагозиев — места привала группы диверсантов. На земле валялись окурки немецких сигарет, карандаш с надписью на немецком языке, пустые консервные банки, обглоданные бараньи кости.
Чекистам удалось напасть на след, но диверсанты, почуяв неладное, изменили маршрут и повернули в сторону зимовки Сарыкаска. Это место было выбрано неслучайно: на зимовке находились два колодца с питьевой водой. Там же произошла затяжная перестрелка между чекистами и диверсантами, которая прекратилась с наступлением темноты.
В повести писателя-фронтовика Серика Шакибаева «Падение “Большого Туркестана”» утверждается, что члены оперативной группы подослали полевода колхоза им. Кирова Байшыгана Бектурлиева к диверсантам, чтобы тот внёс в их ряды смуту. Другие исследователи утверждают, что он был захвачен диверсантами во время боя. Как бы там ни было, несомненно одно: державшая у себя Байшыгана вражеская группа хотела использовать его как проводника, поэтому сохранила ему жизнь.
Диверсанты узнали из разговоров с местными жителями, что чекистам о них сообщил Байжан Атагозиев, и забрали его из дома, — вспоминал житель города Кульсары Яр Тагамбаев. Тогда прибывший вместе с ними Байшыган Бектурлиев успел шепнуть женщинам: «Сообщите срочно, направляемся в сторону Алатау, пойдём вдоль Жема. Байшыган – мой двоюродный брат». Во время очередного привала Агаев поговорил с Атагозиевым наедине, после чего застрелил его. Вот что рассказывает об этом Ибрай Утеуов:
Мы с Байжаном жили по соседству. Его жена пришла к нам, расплакалась, с ней и моей мамой мы отправились на поиски. Вскоре в местности Каражар мы и нашли его мертвым в одной из канав, пуля попала ему прямо в глаз. От труп шел сильный запах, нести его в аул не было никакой возможности. Мы даже не смогли сдвинуть его с места. Его жена долго плакала, причитала. Мы с мамой всячески старались успокоить её, объяснить, что тело мужа надо предать земле тут же, на месте его гибели. В конце концов она согласилась, я вырыл яму, там мы его и похоронили.
Впоследствии на месте захоронения Атагозиева был сооружён надгробный памятник. Обстоятельства его смерти в точности не выяснены. К примеру, из записей писателя Аксельрода следует, что в то время, когда Агаев разговаривал наедине с Байжаном, старик плюнул руководителю диверсионной группы в лицо, а затем прозвучал выстрел. А Серик Шакибаев в своём произведении пишет, что Байжану развязали руки. Вся группа купалась в речке, а Агаев беседовал с Байжаном Атагозиевым на берегу. Он говорил, что хочет уничтожить большевиков, принести Казахстану независимость и призывал Байжана присоединиться к этой борьбе. Атагозиев вместо ответа набросился на беспечно сидевшего диверсанта и начал душить его. И Тлеумагамбетов вынужден был выстрелить.
16 мая бойцы Тлеумагамбетова из-за сильного ливня свернули к зимовке колхоза «Теректи» Актюбинской области и нарвались там на сидевший в засаде отряд чекистов. Завязалась перестрелка. Диверсанты Бастаубаев и Калиев, воспользовавшись суматохой, спрятались и чуть позже добровольно сдались чекистам. Через три дня к чекистам сами пришли ещё пять членов диверсионной группы. Остальным удалось скрыться, но ненадолго. 19 мая в балке Акшелек-Бураколь произошёл последний бой. После длительной перестрелки пятеро диверсантов, в том числе Агаев, были убиты. Впоследствии жылыойцы прозвали это место «Балкой пятерых». Двое оставшихся диверсантов были пойманы спустя четыре дня. Один из них, Сатмагамбет, оказался сыном Ораза, жившего в посёлке Тоскудук.
Так была ликвидирована группа Агаева. Чекисты изъяли гранаты, пулемёт, автоматы, наганы, деньги, листовки на казахском языке. При Агаеве был найден дневник со списком группы людей, состоящих некогда в Туркестанском легионе. 20 мая тела погибших диверсантов были преданы земле.

## Список диверсантов
1. Амирхан Тлеумагамбетов – руководитель группы, бывший старший лейтенант Красной Армии, обер-лейтенант немецкой армии.
2. Начальник радиостанции Зулхайыр Дощанов, псевдоним Закиров Зулхайыр, фельдфебель немецкой армии.
3. Радист Баки Бисеналиев, псевдоним Бом, 1914 года рождения, уроженец Астраханской области, унтер-офицер немецкой армии.
4. Врач группы, псевдонимы Баташев Балхаш, Баташов Камкор, настоящее имя неизвестно, унтер-офицер немецкой армии.
5. Динишев Мухамбет – псевдоним, настоящее имя неизвестно, унтер-офицер немецкой армии. Эти пятеро были убиты.
6. Радист Ахмет Мухамедиев, псевдонимы Алгыров Ахмет, Алгыров Мир, 1918 года рождения, уроженец Западно-Казахстанской области, унтер-офицер немецкой армии.
7. Сатмагамбет Оразов, псевдоним Мухаммедов, 1912 года рождения, уроженец Гурьевской области.
8. Матай Омаров, псевдоним Жунисов Ибрай, 1920 года рождения, уроженец Новосибирской области, бывший член ВЛКСМ, учитель начальной школы.
9. Кенесбек Бабашев, псевдоним Тулегенов Калжан, 1920 года рождения, уроженец Южно-Казахстанской области, бывший член ВЛКСМ.
10. Рахым Керимбердиев, псевдоним Кожымбетов Карим, 1921 года рождения, уроженец Ташкентской области, бывший член ВЛКСМ.
11. Кенесбай Кисебаев, псевдоним Аманжолов Кажыбай, 1913 года рождения, уроженец Акмолинской области, бывший тракторист-механик Есильской МТС.
12. Абдикадыр Алжанов, псевдоним Кадыров Кайдан, 1917 года рождения, уроженец Южно-Казахстанской области, бывший студент Джамбулского зооветеринарного техникума.
13. Жарас Бастаубаев.
14. Сыдык Калиев.

## Память и отображение в искусстве
О высадке отряда «Алаш» написана книга писателя-фронтовика Серика Шакибаева «Падение Большого Туркестана».
В 2019 году вышла документальная серия «Легион туркестанский. Время снимает запреты.» из цикла «Загадки истории».